# سمارت كات
سمارت كات (بالإنجليزية: SmartCAT)‏ هي أداة ترجمة بمساعدة الحاسوب وهي متوفرة على شبكة الإنترنت من خلال متصفح الإنترنت. الأداة متوفرة حالياً بالأسواق بعدة إصدارات.

## أدوات ترجمة بمساعدة الحاسوب
الهدف من SmartCAT هو خلق أداة لتحرير ناتج الترجمة الآلية وإدارة سير عمل توطين اللغة. النظام قادر على التعلم من الأخطاء تلقائيا، تحسين الترجمة مع مرور الوقت والترجمة التخصصية (على سبيل المثال، المصطلحات القانونية) وذلك لتزويد المستخدم بالترجمة الآلية الأكثر دقة وشفافية بطريقة اتوماتيكية بالكامل.
ذاكرة الترجمة (بالإنجليزية:Translation Memory اختصاراً بـTM) هي في الأساس خازن لوحدات أو مقاطع الترجمة. ترسل أداة الترجمة بمساعدة الحاسوب أثناء الترجمة طلبات لذاكرة الترجمة للبحث عن تطابق دقيق أو غير واضح للمقطع المراد ترجمته. تقترح نتائج البحث عن تطابق على المستخدم. بعد اتمام ترجمة المقطع النصي، يضاف النص باللغة المصدر والهدف إلى ذاكرة الترجمة لتحسين نتائج عمليات البحث اللاحقة. دمج الاقتراحات من محرك ذاكرة الترجمة كمُكمل لمحركات الترجمة الآلية يعد دافعا للعديد من البحوث العلمية الحديثة والتي أظهرت أن عمليات التحرير على ناتج اقتراحات الترجمة الآلية أظهر تحسن كبير في مستوى الدقة في الترجمة.